# The Call (filme)
The Call (br: Chamada de Emergência, em Portugal A Chamada) é um filme estadunidense de suspense psicológico e policial de 2013 dirigido por Brad Anderson e escrito por Richard D'Ovidio. O filme é estrelado por Abigail Breslin como Casey Welson, uma adolescente sequestrada por um assassino em série e Halle Berry como Jordan Turner, uma operadora de emergência 911, ainda abalada emocionalmente de uma ligação anterior a qual não conseguiu ajudar, que agora recebe o telefonema de Casey. Morris Chestnut, Michael Eklund, Michael Imperioli e David Otunga também estrelam. A história foi originalmente concebida como uma série de televisão, mas D'Ovidio depois a reescreveu como um longa-metragem. As filmagens começaram em julho de 2012 e duraram 25 dias, com todas as cenas sendo filmadas na Califórnia, principalmente em Burbank e Santa Clarita.
A apresentação de The Call foi realizada no Women's International Film Festival, realizado no teatro Regal South Beach, em 26 de fevereiro de 2013. A TriStar Pictures lançou nos cinemas em 15 de março de 2013. Recebido com críticas mistas por muitos críticos, o filme provou ser um sucesso comercial, arrecadando mais de US$68 milhões com um orçamento de US$13 milhões. Halle Berry foi indicada para Melhor Atriz de Filme em Drama no Teen Choice Awards e Melhor Atriz no BET Awards. O filme também foi indicado ao prêmio de melhor filme de suspense no 40ª Saturn Awards e Berry foi indicado ao Prêmio Saturno de Melhor Atriz em cinema, enquanto o filme em si recebeu críticas mistas dos críticos, mas houve elogios as performances de Berry e Breslin e o suspense do filme.
Sua estreia no Brasil ocorreu em 12 de abril de 2013. Halle Berry esteve no país para promover o filme. Na vida real, Halle Berry teve que acionar o 911 quando uma pessoa tentou entrar na casa da atriz. Em oito minutos a polícia chegou em sua casa, em Los Angeles, “Quando aquilo tudo acabou, falei: 'Vou fazer um filme sobre isso’”.

## Elenco
- Halle Berry como Jordan Turner, a operadora do serviço 9-1-1
- Abigail Breslin como Casey Welson, uma adolescente sequestrada
- Morris Chestnut como Oficial Paul Phillips, namorado de Jordan
- Michael Eklund como Michael Lewis Foster, que pretende sequestrar Casey
- Michael Imperioli como Alan Denado, vítima de Michael
- David Otunga como Oficial Jake Devan
- Justina Machado como Rachel
- José Zúñiga como Marco
- Roma Maffia como Maddy
- Evie Thompson como Leah Templeton
- Denise Dowse como Flora
- Ella Rae Peck como Autumn
- Jenna Lamia como Brooke
- Ross Gallo como Josh
- Shawnee Badger como Melinda Foster
- Tara Platt como Trainee feminina